# Silene spergulifolia
Silene spergulifolia är en nejlikväxtart. Silene spergulifolia ingår i släktet glimmar, och familjen nejlikväxter.

## Underarter
Arten delas in i följande underarter:
- S. s. soskae
- S. s. spergulifolia